# كارابا كوندو
كارابا كوندو (باليابانية: 近藤 蔵波) (مواليد 6 يوليو 2002) هو لاعب كرة قدم ياباني.

## وصلات خارجية
- كارابا كوندو على موقع رابطة كرة القدم اليابانية للمحترفين (اليابانية)
- كارابا كوندو على موقع قاعدة بيانات كرة القدم.إي يو (الإنجليزية)
- كارابا كوندو على موقع Soccerway.com (الإنجليزية)